# Мультиполь
Мультипо́ли (от лат. multum — много и греч. πόλος — полюс) — определённые конфигурации точечных источников (зарядов). Простейшими примерами мультиполя служат точечный заряд — мультиполь нулевого порядка; два противоположных по знаку заряда, равных по абсолютной величине — диполь, или мультиполь 1-го порядка; 4 одинаковых по абсолютной величине заряда, размещённых в вершинах параллелограмма, так что каждая его сторона соединяет заряды противоположного знака (или два одинаковых, но противоположно направленных диполя) — квадруполь, или мультиполь 2-го порядка. Название мультиполь включает обозначение числа зарядов (на латинском языке), образующих мультиполь, например, октуполь (окту — 8) означает, что в состав мультиполя входит 8 зарядов.
Выделение таких конфигураций связано с разложением поля от сложных, ограниченных в пространстве систем источников поля (включая и случай непрерывного распределения источников) по мультиполям - так называемым 'мультипольным разложением'.
Под полем может иметься в виду электростатическое или магнитостатическое поле, а также аналогичные им поля (например, ньютоновское гравитационное поле).
Такое разложение часто может применяться для приближенного описания поля от сложной системы источников на большом (много большем, чем размер самой этой системы) расстоянии от неё; в этом случае важно то, что поле мультиполя каждого следующего порядка убывает с расстоянием гораздо быстрее предыдущих, поэтому часто можно ограничиться несколькими (в зависимости от расстояния и требуемой точности) членами (низших порядков) мультипольного разложения. В другом случае по разным причинами мультипольное разложение оказывается удобным даже при суммировании всех порядков (тогда оно представляет собой бесконечный ряд); в этом случае оно даёт точное выражение поля не только на больших, но в принципе на любых расстояниях от системы источников (за исключением внутренних её областей).
Кроме статических (или приближенно статических) полей часто в связи с мультипольными моментами говорят о мультипольном излучении - излучении, рассматриваемом как обусловленное изменением во времени мультипольных моментов системы-излучателя. Этот случай отличается тем, что в нём поля разных порядков убывают с расстоянием одинаково быстро, различаясь зависимостью от угла.

## Мультипольное разложение электростатического потенциала
Здесь и ниже используется система СГС. Для перевода «электростатических» формул в систему СИ следует ввести множитель {\displaystyle 1/4\pi \varepsilon _{0}} ({\displaystyle \varepsilon _{0}} — электрическая постоянная) во все выражения потенциала и поля через заряды или мультипольные моменты; запись самих моментов одинакова для СИ и СГС. Комментарий по «магнитостатическим» формулам даётся в соответствующем разделе.

### Система точечных покоящихся зарядов
Электростатический потенциал системы зарядов в точке {\displaystyle \mathbf {R} }
{\displaystyle \varphi (\mathbf {R} )=\sum \limits _{i}{\frac {q_{i}}{|\mathbf {R} -\mathbf {r} _{i}|}},}
где {\displaystyle q_{i}} — заряды, {\displaystyle \mathbf {r} _{i}} — их координаты. Раскладывая этот потенциал в ряд Тейлора, получим
{\displaystyle \varphi (\mathbf {R} )=\sum \limits _{l=0}^{\infty }\varphi ^{(l)}(\mathbf {R} ),}
называемое мультипольным разложением, где введено обозначение
{\displaystyle \varphi ^{(l)}(\mathbf {R} )={\frac {(-1)^{l}}{l!}}\sum \limits _{i}q_{i}\sum \limits _{\alpha _{1}\ldots \alpha _{l}}r_{i}^{\alpha _{1}}\dots r_{i}^{\alpha _{l}}{\frac {\partial ^{l}}{\partial R^{\alpha _{1}}\dots \partial R^{\alpha _{l}}}}\left({\frac {1}{R}}\right)}
— {\displaystyle 2^{l}}-польные потенциалы, {\displaystyle l} называют порядком члена мультипольного разложения. Член 0-го порядка имеет вид
{\displaystyle \varphi ^{(0)}(\mathbf {R} )={\frac {\sum \limits _{i}q_{i}}{R}},}
что совпадает с потенциалом точечного заряда {\displaystyle Q=\sum \limits _{i}q_{i}} (потенциалом монополя). Член 1-го порядка равен
{\displaystyle \varphi ^{(1)}(\mathbf {R} )={\frac {\left(\sum \limits _{i}q_{i}\mathbf {r} _{i}\right)\mathbf {n} }{R^{2}}},}
где {\displaystyle \mathbf {n} =\mathbf {R} /R} — единичный вектор, направленный вдоль {\displaystyle \mathbf {R} }. Если ввести дипольный момент системы зарядов как {\displaystyle \mathbf {d} =\sum \limits _{i}q_{i}\mathbf {r} _{i}}, то система {\displaystyle \varphi ^{(1)}(\mathbf {R} )} совпадёт с потенциалом точечного диполя. Таким образом, потенциал в 1-м порядке разложения по мультиполям имеет вид
{\displaystyle \varphi (\mathbf {R} )={\frac {q}{R}}+{\frac {\mathbf {d} \mathbf {n} }{R^{2}}}+O\left({\frac {1}{R^{3}}}\right).}
Если {\displaystyle q=0}, то дипольный момент не зависит от выбора начала координат. Если {\displaystyle q\neq 0}, то можно выбрать систему координат с центром в точке {\displaystyle \mathbf {R} _{0}=\mathbf {d} /q}, тогда дипольный момент станет равным нулю. Такая система называется системой центра заряда. Следующий член разложения имеет вид
{\displaystyle \varphi ^{(2)}(\mathbf {R} )={\frac {D^{\alpha _{1}\alpha _{2}}n_{\alpha _{1}}n_{\alpha _{2}}}{2R^{3}}},}
где {\displaystyle D^{\alpha _{1}\alpha _{2}}=\sum \limits _{i}q_{i}(3r_{i}^{\alpha _{1}}r_{i}^{\alpha _{2}}-\delta ^{\alpha _{1}\alpha _{2}}\mathbf {r} _{i}^{2})} — квадрупольный момент системы зарядов. Введём матрицу {\displaystyle D} квадрупольного момента. Тогда потенциал в 2-м порядке разложения по мультиполям примет вид
{\displaystyle \varphi (\mathbf {R} )={\frac {q}{R}}+{\frac {\mathbf {d} \mathbf {n} }{R^{2}}}+{\frac {\mathbf {n} D\mathbf {n} }{2R^{3}}}+O\left({\frac {1}{R^{4}}}\right).}
Матрица {\displaystyle D} является бесследовой, то есть {\displaystyle \mathrm {tr} D=0}. Кроме того, она является симметричной, то есть {\displaystyle D^{T}=D}. Поэтому она может быть приведена к диагональному виду с помощью поворота осей декартовых координат.
В общем случае вклад {\displaystyle l}-го порядка в потенциал может быть представлен в виде:
{\displaystyle \varphi ^{(l)}(\mathbf {R} )={\frac {d^{\alpha _{1}\dots \alpha _{l}}n_{\alpha _{1}}\dots n_{\alpha _{l}}}{l!R^{l+1}}},}
где {\displaystyle d^{\alpha _{1}\dots \alpha _{l}}} — {\displaystyle 2^{l}}-польный момент системы зарядов, представляющий собой неприводимый тензор {\displaystyle l}-го порядка. Этот тензор симметричен по любой паре индексов и обращается в нуль при сворачивании по любой паре индексов.

### Система распределённых зарядов
Если заряд распределён с некоторой плотностью {\displaystyle \rho (\mathbf {r} )}, то переходя к непрерывному пределу (или непосредственно выводя из исходных формул) в формулах для дискретного распределения можно получить мультипольное разложение и в этом случае:
{\displaystyle \varphi (\mathbf {R} )=\int \limits _{(V)}{\frac {\rho (\mathbf {r} )}{|\mathbf {R} -\mathbf {r} |}}d^{3}\mathbf {r} ,}
где {\displaystyle V} — объём, в котором находится распределённый заряд.
Тогда мультипольные моменты имеют вид:
{\displaystyle q=\int \limits _{(V)}\rho (\mathbf {r} )d^{3}\mathbf {r} ,}
{\displaystyle \mathbf {d} =\int \limits _{(V)}\rho (\mathbf {r} )\mathbf {r} d^{3}\mathbf {r} ,}
{\displaystyle D^{\alpha _{1}\alpha _{2}}=\int \limits _{(V)}\rho (\mathbf {r} )(3r^{\alpha _{1}}r^{\alpha _{2}}-\delta ^{\alpha _{1}\alpha _{2}}\mathbf {r} ^{2})d^{3}\mathbf {r} }.
Формулы для потенциалов мультиполей остаются неизменными. Случай дискретной системы зарядов может быть получен подстановкой их плотности распределения, которая может быть выражена через δ-функции:
{\displaystyle \rho (\mathbf {r} )=\sum _{i}q_{i}\delta (\mathbf {r} -\mathbf {r} _{i}).}
При вычислении потенциала полезна формула {\displaystyle {\frac {1}{|\mathbf {R} -\mathbf {r} |}}={\frac {1}{R}}\sum _{n=0}^{\infty }P_{n}(\cos \theta )\left({\frac {r}{R}}\right)^{n}}, где {\displaystyle P_{n}} — полиномы Лежандра, {\displaystyle \theta } — угол между векторами {\displaystyle \mathbf {R} } и {\displaystyle \mathbf {r} }.

## Мультипольное разложение напряжённости электростатического поля
Напряжённость электростатического поля системы зарядов равна градиенту электростатического потенциала, взятому с обратным знаком
{\displaystyle \mathbf {E} (\mathbf {R} )=-\nabla \varphi (\mathbf {R} ).}
Подставив в эту формулу напряжённость мультипольное разложение потенциала, получим мультипольное разложение напряжённости электростатического поля
{\displaystyle \mathbf {E} (\mathbf {R} )=\sum \limits _{l=0}^{\infty }\mathbf {E} ^{(l)}(\mathbf {R} ),}
где
{\displaystyle (\mathbf {E} ^{(l)}(\mathbf {R} ))_{\alpha _{0}}={\frac {(-1)^{l+1}}{l!}}\sum \limits _{i}q_{i}r_{i}^{\alpha _{1}}\dots r_{i}^{\alpha _{n}}{\frac {\partial ^{l+1}}{\partial R_{i}^{\alpha _{0}}\partial R_{i}^{\alpha _{1}}\dots \partial R_{i}^{\alpha _{n}}}}\left({\frac {1}{R}}\right)}
— электрическое поле {\displaystyle 2^{l}}-поля.
В частности поле точечного заряда (монополя) имеет вид:
{\displaystyle \mathbf {E} ^{(0)}(\mathbf {R} )={\frac {Q}{R^{2}}}\mathbf {n} ,}
что соответствует закону Кулона.
Поле точечного диполя: 
{\displaystyle \mathbf {E} ^{(1)}(\mathbf {R} )={\frac {3(\mathbf {n} \mathbf {d} )\mathbf {n} -\mathbf {d} }{R^{3}}}.}
Поле точечного квадруполя: 
{\displaystyle \mathbf {E} ^{(2)}(\mathbf {R} )={\frac {5\mathbf {n} (\mathbf {n} D\mathbf {n} )-2D\mathbf {n} }{2R^{4}}}.}
Таким образом, электрическое поле системы покоящихся зарядов во 2-м порядке мультипольного разложения имеет вид:
{\displaystyle \mathbf {E} (\mathbf {R} )={\frac {Q}{R^{2}}}\mathbf {n} +{\frac {3(\mathbf {n} \mathbf {d} )\mathbf {n} -\mathbf {d} }{R^{3}}}+{\frac {5\mathbf {n} (\mathbf {n} D\mathbf {n} )-2D\mathbf {n} }{2R^{4}}}+O\left({\frac {1}{R^{5}}}\right).}
Из данной формулы просто получить нормальную (радиальную) компоненту электрического поля  
{\displaystyle E_{n}(\mathbf {R} )=\mathbf {n} \mathbf {E} (\mathbf {R} )={\frac {Q}{R^{2}}}+{\frac {2\mathbf {n} \mathbf {d} }{R^{3}}}+{\frac {3\mathbf {n} D\mathbf {n} }{2R^{4}}}+O\left({\frac {1}{R^{5}}}\right).}
Тангенциальная компонента может быть найдена вычитанием нормальной 
{\displaystyle E_{\tau }(\mathbf {R} )=E(\mathbf {R} )-\mathbf {n} \mathbf {E} (\mathbf {R} )={\frac {(\mathbf {n} \mathbf {d} )\mathbf {n} -\mathbf {d} }{R^{3}}}+{\frac {\mathbf {n} (\mathbf {n} D\mathbf {n} )-D\mathbf {n} }{R^{4}}}+O\left({\frac {1}{R^{5}}}\right).}
Если нормальная (радиальная) компонента отражает сферически симметричное распределение зарядов, то тангенциальная — несферический вклад в электростатическое поле. Таким образом, квадрупольный момент является интересным для исследования не только, когда суммарный заряд и дипольный момент системы равны нулю, но и в том случае, когда кулоновский вклад ненулевой. Тогда, в соответствии с формулой для тангенциальной компоненты, квадрупольный момент характеризует степень несферичности электрического поля в системе центра заряда. Именно так были измерены электрические квадрупольные моменты у атомных ядер и был сделан вывод об отсутствии у них сферической симметрии.

## Мультипольное разложение вектор-потенциала магнитного поля
Как и формулы электростатики выше, нижеследующие «магнитные» соотношения записываются в системе СГС. Для перехода к СИ нужно убрать {\displaystyle 1/c} из всех выражений, а в формулы для {\displaystyle \mathbf {A} } ввести множитель {\displaystyle \mu _{0}/4\pi } ({\displaystyle \mu _{0}} — магнитная постоянная). Здесь, в отличие от электростатических соотношений, изменяется и выражение магнитного момента (в СИ будет убрана скорость света).
Векторный потенциал зарядов, движущихся с постоянной скоростью имеет вид:
{\displaystyle \mathbf {A} (\mathbf {R} )={\frac {1}{c}}\sum \limits _{i}{\frac {q_{i}\mathbf {v} _{i}}{|\mathbf {R} -\mathbf {r} _{i}|}}}
Он аналогичным образом раскладывается в мультипольное разложение:
{\displaystyle \mathbf {A} (\mathbf {R} )=\sum \limits _{l=1}^{\infty }\mathbf {A} ^{(l)}(\mathbf {R} ).}
Ряд начинается с {\displaystyle l=1}, так как магнитных зарядов не существует (магнитные заряды в физике фундаментальных взаимодействий не обнаружены, хотя они и могут быть использованы, как модель для описания явлений в физике твёрдого тела). Этот член соответствует магнитному диполю (точечному круговому контуру с током):
{\displaystyle \mathbf {A} ^{(1)}(\mathbf {R} )={\frac {[\mathbf {m} ,\mathbf {R} ]}{R^{3}}},}
где {\displaystyle \mathbf {m} } — магнитный момент системы токов (движущихся зарядов):
{\displaystyle \mathbf {m} ={\frac {1}{2c}}\sum \limits _{i}q_{i}[\mathbf {r} _{i},\mathbf {v} _{i}]}.
Если ток распределён по объёму среды, магнитный дипольный момент записывается как
{\displaystyle \mathbf {m} ={1 \over 2c}\int \limits _{(V)}[\mathbf {r} ,\mathbf {j} ]d^{3}\mathbf {r} },
где {\displaystyle \mathbf {j} } — плотность тока в элементе объёма {\displaystyle dV=d^{3}\mathbf {r} }. При этом выражение для {\displaystyle \mathbf {A} (\mathbf {R} )} через {\displaystyle \mathbf {m} } изменений не претерпевает.